# Supraphon
Supraphon je české hudební vydavatelství. Obchodní hudební značka Supraphon původně sloužila k označování některých exportních nahrávek německo-českého hudebního vydavatelství Ultraphon, později také jako značka gramofonových přehrávačů. Během šedesátých let 20. století se z této značky postupně stalo největší československé hudební vydavatelství své doby.
Dne 14. ledna 2025 bylo oznámeno, že majitelem Supraphonu se stala společnost Sony Music Entertainment Czech Republic, která spadá pod americkou Sony Music Entertainment. Do té doby Supraphon vlastnili podnikatelé Zdeněk Kozák a Miloš Petana.

## Exportní značka Ultraphonu
Označení Supraphon bylo v meziválečném Československu úředně zaregistrováno roku 1932. Tuzemský Ultraphon značku zpočátku používal pro své exportní nahrávky. O dva roky později uvedl Ultraphon na trh gramofon stejného názvu. Výroba gramofonů s označením Supraphon pokračovala i po druhé světové válce, kdy došlo ke znárodnění původního českého Ultraphonu a k jeho transformaci na státem ovládané Gramofonové závody. 

## Hudební vydavatelství

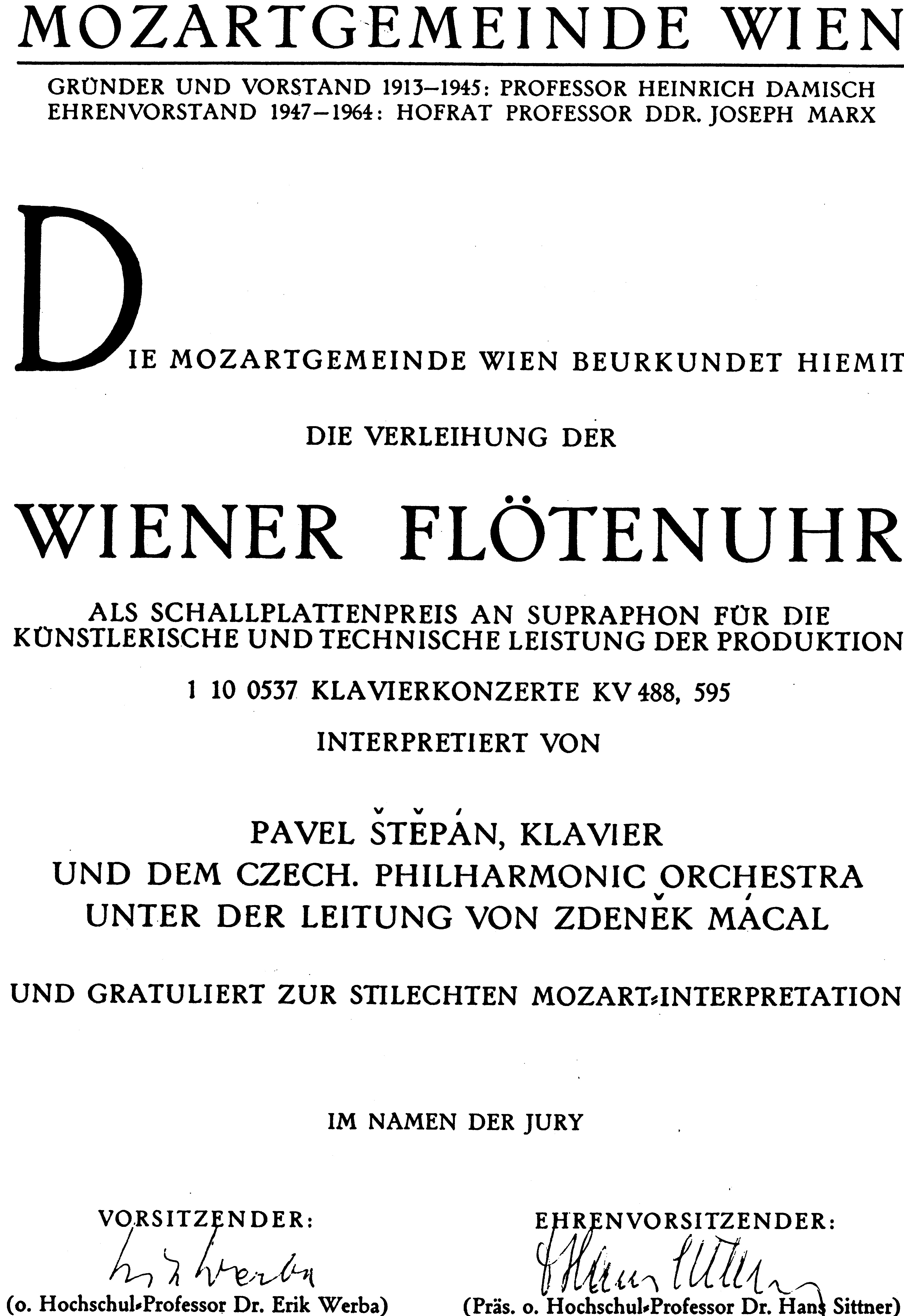
Wiener Flötenuhr 1971

Důležitým krokem ke vzniku samostatného hudebního labelu, tj. hudebního vydavatelství, byl rok 1961, kdy zestátněné Gramofonové závody začaly působit pod novým názvem Gramofonové závody – Supraphon. Samostatné hudební vydavatelství Supraphon pak vzniklo v roce 1969. Během normalizace vydávalo většinu české hudební produkce.
Vedle Supraphonu existovaly na československém trhu v té době ještě dvě další státní vydavatelství. – Panton, vydavatelství Českého hudebního fondu, se specializoval na menšinové žánry českého původu. Slovenský gramofonový trh ovládalo hudební vydavatelství Opus.
Několik úspěšných tuzemských hudebníků sice už před rokem 1989 vlastnilo vlastní nahrávací studia (např. Petr Janda svou Propast a podobně i jiní), ve kterých pořizovali a mixovali své nahrávky. Oficiální vydání nahrávek však bylo možné (po příslušném schválení) jen v některém ze tří státem ovládaných vydavatelství.
Současná společnost SUPRAPHON a. s. vznikla privatizací státního hudebního vydavatelství po roce 1989. Do rukou nových soukromých vlastníků tím přešel i rozsáhlý archiv Supraphonu, který je nejbohatším hudebním archivem v České republice. Celkový počet archivních snímků přesahuje hranici 100 000, z čehož je přibližně 55 000 skladeb populární hudby, 30 000 nahrávek vážné hudby, 8 000 skladeb folklórních nebo dechovky, 3 000 nahrávek jazzu a 5 000 nahrávek mluveného slova.

### Oceněné nahrávky
- Wolfgang Amadeus Mozart: Piano Concerto No.23 in A major K 488, piano Pavel Štěpán, dirigent Zdeněk Mácal, Česká filharmonie, Wiener Flötenuhr 1971
- Wolfgang Amadeus Mozart: Piano Concerto No.27 in B major K 595, piano Pavel Štěpán, dirigent Zdeněk Mácal, Česká filharmonie, Wiener Flötenuhr 1971
- Wolfgang Amadeus Mozart: Piano Concerto No.24 in C minor K 491, piano Pavel Štěpán, dirigent Václav Neumann, Česká filharmonie, Wiener Flötenuhr 1982
- Wolfgang Amadeus Mozart: Rondo in D major K.382, piano Pavel Štěpán, dirigent Václav Neumann, Česká filharmonie, Wiener Flötenuhr 1982